# Walter M. Miller
Walter Michael Miller Jr. (New Smyrna Beach, Volusia megye, 1923. január 23. – Daytona Beach, 1996. január 9.) amerikai tudományos-fantasztikus író.

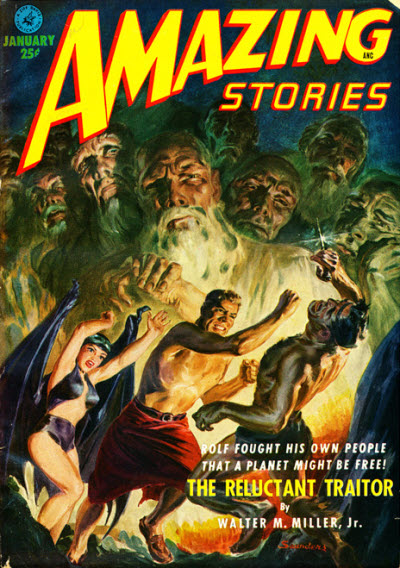
Miller The Reluctant Traitor című novellája az Amazing Stories 1952. januári számának címlapján

## Élete
A Tennessee Egyetemen és a Texasi Egyetemen tanult, ezután mint mérnök dolgozott. A második világháború alatt az amerikai légierőben szolgált rádiósként és faroklövészként, több, mint ötven bombázó küldetést repült Olaszország felett. Részt vett a Monte Cassinó-i csatában a bencés apátság bombázásában, ami traumatikus élményt jelentett számára. Joe Haldeman arról számolt be, hogy Miller "harminc éven át poszttraumás stresszben szenvedett", s hogy Miller nappalijában volt egy fotó Ron Kovicról, a híres háborúellenes, a vietnámi háborúban megrokkant katonáról. A háború után Miller áttért a katolikus vallásra. 1945-ben feleségül vette Anna Louise Beckert, négy gyermeke született. 1953-ban Judith Merril sci-fi írónővel élt együtt.
1951 és 1957 közt több, mint három tucat novellát publikált. 1955-ben Hugo-díjat nyert The Darfsteller című elbeszélésével. 1953-ban ő írta a Captain Video című televíziós sorozat forgatókönyveit. Az 1950-es évek végén egy regényt állított össze három, egymással szorosan összefüggő novellájából, amelyeket 1955-ben, 1956-ban és 1957-ben publikált a The Magazine of Fantasy and Science-Fiction hasábjain. Az A Canticle for Leibowitz című posztapokaliptikus regény 1959-ben jelent meg, egy, a totális atomháború előtt élt mérnök, Leibowitz szentté avatása a fő témája, a mindmáig a műfaj remekművének számít.
1961-ben elnyerte a legjobb regénynek járó Hugo-díjat. A munka sikere után Miller visszavonult az irodalomtól, bár korábbi műveinek több gyűjteményes kiadása is megjelent az 1960-as és az 1970-es években. A regény rádiós adaptációja 1981-ben készült el. Miller visszavonulttá vált, szinte mindenkivel kerülte a kapcsolatot, családtagjaival sem találkozott. Azt sem engedte, hogy ügynöke, Don Congdon találkozzon vele. Terry Bisson sci-fi író szerint Miller depresszióval küzdött, de sikerült elkészítenie egy 600 oldalas kéziratot, az A Canticle for Leibowitz folytatását, mielőtt 1996-ban, felesége halála után egy évvel lőfegyverrel öngyilkos lett. E folytatást Bisson Miller kérésére fejezte be, a mű 1997-ben jelent meg Saint Leibowitz and the Wild Horse Woman címen.

## Magyarul megjelent művei
- Hozsánna néked, Leibowitz!; ford. Békés András, jegyz. Majtényi Zoltán, héber töredékford. Raj Tamás; Móra, Bp., 1988 (Galaktika fantasztikus könyvek) ISBN 9631160025
- Újvilág (novella, Galaktika 32., 1978)
- Ki hall engem? (novella, A pokolba tartó vonat című antológia, Gondolat Kiadó, 1970)
- Én alkottalak (novella, A pokolba tartó vonat című antológia, Gondolat Kiadó, 1970)

## Fordítás
- Ez a szócikk részben vagy egészben  a   Walter M. Miller Jr. című angol Wikipédia-szócikk ezen változatának fordításán alapul.  Az eredeti cikk szerkesztőit annak laptörténete sorolja fel. Ez a jelzés csupán a megfogalmazás eredetét és a szerzői jogokat jelzi, nem szolgál a cikkben szereplő információk forrásmegjelöléseként.